# Abdoulie Mansally
Abdoulie „Kenny“ Mansally (* 27. Januar 1989 in Banjul) ist ein gambischer ehemaliger Fußballspieler, der zuletzt 2019 für den US-amerikanischen Verein Charlotte Independence in der Position eines Stürmers spielte. 2013 konnte er mit Real Salt Lake die Western Conference in der Major League Soccer gewinnen. Vor seinem Engagement in Salt Lake City spielte er fünf Jahre für New England Revolution, mit denen er 2007 den Lamar Hunt U.S. Open Cup und 2008 die nordamerikanische Superliga gewann. Davor war er beim gambischen Verein Real de Banjul beschäftigt.
Bei der U-20-Fußball-Weltmeisterschaft 2007 war er Mitglied seiner gambischen Mannschaft, wie zuvor bei der U-17-Fußball-Afrikameisterschaft 2005.
Auch für die gambische Fußballnationalmannschaft war er während der Qualifikation für die Fußball-Weltmeisterschaften 2010 und 2014 im Einsatz.